# Osăm
Osăm (bulharsky Осъм) je řeka v severním Bulharsku (Lovečská a Plevenská oblast), pravý přítok Dunaje. Je 314 km dlouhá. Povodí má rozlohu 2 874 km².

## Průběh toku
Pramení v pohoří Stara Planina, jeho dvě zdrojnice Černý a Bílý Osăm se stékají pod městem Trojan. Teče hluboce zaříznutým údolím k severu, za městem Loveč se obrací k severovýchodu a jeho dolina se rozšiřuje. U města Levski mění Osăm směr v pravém úhlu na severozápad a níže jeho koryto opisuje velké esovité oblouky. Na nejspodnějším toku je jeho pravý břeh výrazně vyšší než levý. Poslední kilometry teče opět přímo k severu a u vsi Čerkovica (3 km nad Nikopolí) se vlévá zprava do Dunaje, naproti rumunské řece Sâi.

## Vodní režim
Zdroj vody je sněhový a dešťový. Nejvyšších vodních stavů dosahuje od března do června. V létě a na podzim hladina výrazně klesá.

## Využití
Voda se využívá na zavlažování. Vodní doprava není možná. Největším městem na řece je Loveč.